# Ramsi
Ramsi est un petit bourg de la commune de Viljandi du comté de Viljandi en Estonie .
Au 31 décembre 2011, il compte 1025 habitants.